# 41 Batalion Celny

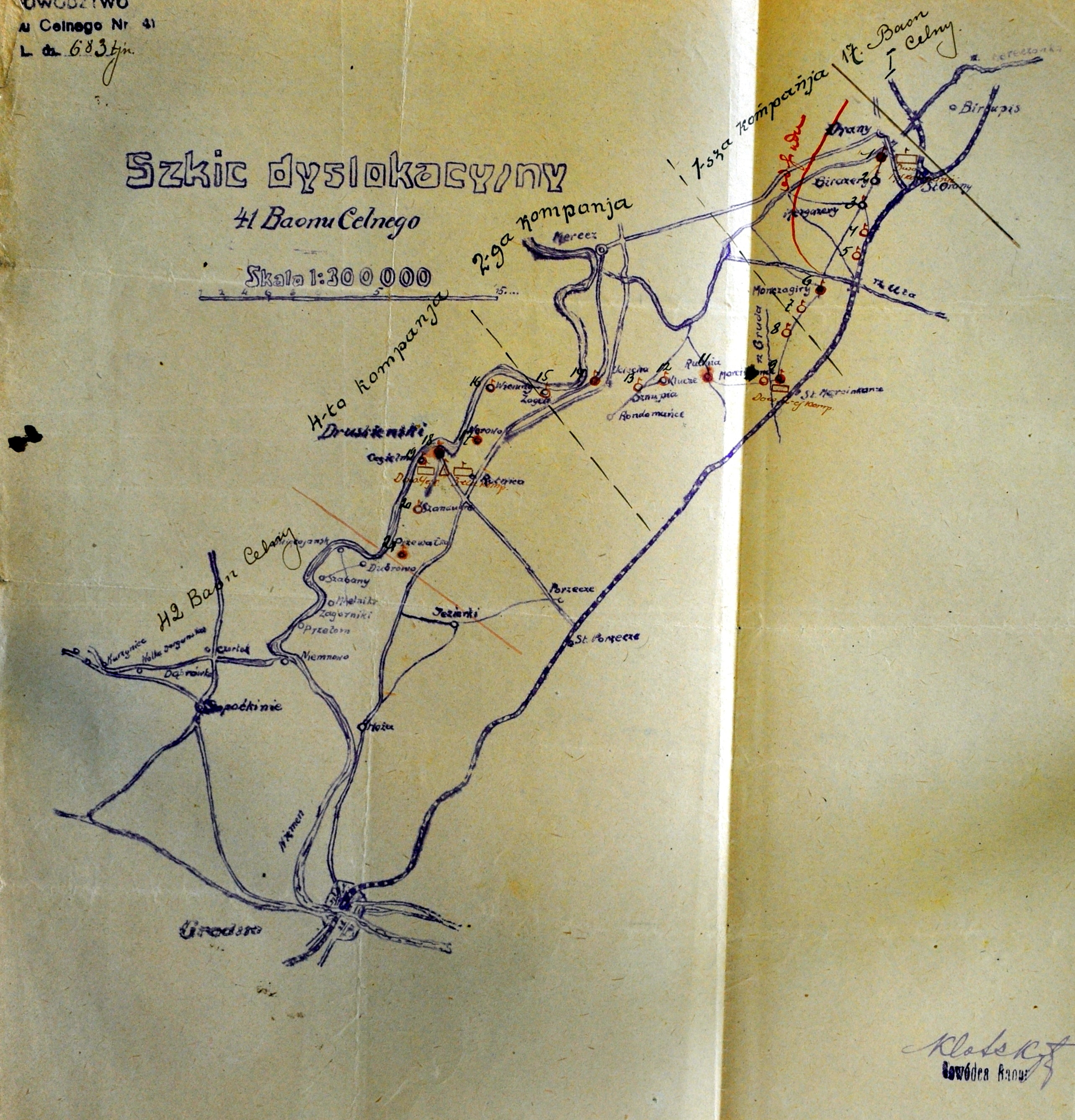
Szkic rozmieszczenia 42 batalionu celnego „Druskieniki”

41 Batalion Celny – jednostka organizacyjna formacji granicznych II Rzeczypospolitej.

## Formowanie i zmiany organizacyjne
Na podstawie rozkazu Ministra Spraw Wojskowych L.11069/Mob. z dnia 13 sierpnia 1921 w miejsce batalionów etapowych i wartowniczych utworzone zostały bataliony celne. 41 batalion celny powstał w granicach odpowiedzialności 2 Armii, na bazie batalionów etapowych podporządkowanych jej dowództwu. Etat batalionu wynosił 14 oficerów i 600 szeregowych. Oddział podlegał Ministerstwu Spraw Wewnętrznych.
Na przełomie sierpnia i września 1921 V Kielecki batalion etapowy, po przydzieleniu części żołnierzy z I Kieleckiego batalionu etapowego, został przeformowany w 41 batalion celny. Z żołnierzy byłego I Kieleckiego batalionu etapowego utworzona została 4 kompania w Oranach. Dowództwo batalionu rozlokowane zostało w Druskienikach, a kompanie obsadziły pododcinek kordonowy nr 1, od stacji kolejowej Orany do Wólki Derguńskiej. Dowództwo 1 kompanii rozmieszczono w Oranach, 2. w Marcinkańcach, 3. i 4. w Druskienikach.
Mimo że batalion był w całym tego słowa znaczeniu oddziałem wojskowym, nie wchodził on w skład pokojowego etatu armii. Uniemożliwiało to uzupełnianie z normalnego poboru rekruta. Ministerstwo Spraw Wojskowych zarówno przy ich formowaniu, jak i uzupełnianiu przydzielało mu często żołnierzy podlegających zwolnieniu, oficerów rezerwy oraz szeregowców i oficerów zakwalifikowanych przez dowództwa okręgów generalnych jako nie nadających się do dalszej służby wojskowej.
Wykonując postanowienia uchwały Rady Ministrów z 23 maja 1922, Minister Spraw Wewnętrznych rozkazem z 9 listopada 1922 zmienił nazwę „Baony Celne” na „Straż Graniczna”. Wprowadził jednocześnie w formacji nową organizację wewnętrzną. 41 batalion celny przemianowany został na 41 batalion Straży Granicznej.

## Służba celna
Odcinek batalionowy podzielony był na cztery pododcinki, które obsadzały kompanie wystawiające posterunki i patrole. Posterunki wystawiano wzdłuż linii granicznej w taki sposób, by mogły się nawzajem widzieć w dzień. W tym zakresie batalion współpracował z posterunkami i patrolami Policji Państwowej. Współpraca polegała na tym, że te pierwsze wystawiały wzdłuż linii granicznej stale posterunki i patrole, natomiast policja tworzyła je w głębi strefy, poza linią graniczną. W zakresie ochrony granicy batalion podlegał staroście.
25 września 1922 1 kompania celna zluzowała placówkę nr 7 z 2 kompanii celnej. Placówki 3 kompanii celnej nr 12,13,14 i 15 zluzowała 2 kompania celna, a placówki nr 16 i 17 zluzowała 4 kompania celna. 3 kompania celna przeszła do odwodu i „na przeszkolenie”.
Sąsiednie bataliony
- 28 batalion celny ⇔ WP ⇔ 42 batalion celny – XII 1921[11]

## Kadra batalionu
Dowódcy batalionu
| stopień | imię i nazwisko | okres pełnienia służby   | kolejne stanowisko |
| ------- | --------------- | ------------------------ | ------------------ |
| kpt.    | Zygmunt Berling | 09 VI 1921 – XI 1922     |                    |
| kpt.    | Alfred Klotz    | 06 I 1922 – 23 VIII 1922 |                    |

## Struktura organizacyjna
| Ordre de Bataille 41 batalionu celnego w Druskienikach na dzień 5 października 1922 | Ordre de Bataille 41 batalionu celnego w Druskienikach na dzień 5 października 1922 | Ordre de Bataille 41 batalionu celnego w Druskienikach na dzień 5 października 1922 | Ordre de Bataille 41 batalionu celnego w Druskienikach na dzień 5 października 1922 | Ordre de Bataille 41 batalionu celnego w Druskienikach na dzień 5 października 1922 |
| ----------------------------------------------------------------------------------- | ----------------------------------------------------------------------------------- | ----------------------------------------------------------------------------------- | ----------------------------------------------------------------------------------- | ----------------------------------------------------------------------------------- |
| kompania                                                                            | 1. Orany                                                                            | 2. Marcinkańce                                                                      | 3. Druskieniki                                                                      | 4. Druskieniki                                                                      |
| dowódcy                                                                             | por. Aleksander Kubikowski                                                          | por. Rajmund Wińcza                                                                 | por. Antoni Mączak                                                                  | ppor. Teofil Hermaszewski                                                           |